# Arbeidsmotoriek
Arbeidsmotoriek is een vorm van bewegen die toegepast wordt in arbeidssituaties.

## Geschoold en ongeschoold
Arbeidsmotoriek kan ongeschoold en geschoold zijn. Ongeschoold betekent dat de ‘normale’ motoriek, die iemand onbewust en volledig geautomatiseerd in het alledaagse leven gebruikt, ook in het werk wordt toegepast. Lopen, pakken, tillen, dragen zijn bewegingsvormen die niet bewust getraind worden in een arbeidssituatie.
Er is sprake van een geschoolde motoriek als bewegingen heel bewust eigen worden gemaakt om werk te kunnen verrichten. Dit kan bijvoorbeeld worden overgedragen door een ervaren collega, bijvoorbeeld bij het gebruik van gereedschap: hoe houd je een beitel vast, maar kan ook tijdens een opleiding worden geoefend, zoals bij het leren metselen of stukadoren.

## Scholen van arbeidsmotoriek
Geschoolde arbeidsmotoriek kan alleen ontstaan als gevolg van een motorisch leerproces. We kennen deze processen vanuit de sport of uit het muziekonderwijs. Het leerproces doorloopt in principe 4 fases: een aanzet, met voorbeeld en experiment waarin de prikkel wordt gegeven tot het leerproces, een training waarin de bewegingstechnieken worden over gedragen, een transfer naar de praktijk, meestal coaching genoemd, waarin wordt geleerd de technieken toe te passen in de wedstrijd (in het werk), en een automatisering, waardoor het onbewust kan worden uitgevoerd. Dat laatste is de uiteindelijke doelstelling: volledig automatisme.
Succesfactoren voor de overdracht van arbeidsmotoriek zijn: passende bewegingstechnieken, een goede opzet van het leerproces, coaching en ondersteuning vanuit de bedrijfsorganisatie tijdens het leerproces.

## Fysieke belasting in arbeidssituaties
Een specifieke vorm van geschoolde arbeidsmotoriek is de arbeidsmotoriek die gericht is op het verminderen van de fysieke belasting. In de alledaagse bewegingen zitten veel onnodig belastende elementen. Zo is het bereiken van een eindstad in het gewricht heel gewoon, is er een voorkeur voor links- of rechtshandigheid en is er geen aandacht voor de uitgangshouding bij bepaalde acties. Dat is in een alledaagse situatie niet erg, maar in een werksituatie, met hoge intensiteit en eenzijdigheid in de bewegingen, is dat onnodig belastend.
Het is mogelijk om minder belastende motoriek te ontwikkelen en die te trainen. Zoals hierboven beschreven zal ook bij het trainen van deze technieken een motorisch leerproces moeten worden gevolgd, alleen een instructie is niet voldoende. Voor veel beroepen is inmiddels een minder belastende arbeidsmotoriek ontwikkeld. Soms, zoals in de logistieke beroepen, zijn dat complexe technieken, die ook een naam hebben gekregen (parallelstand-techniek), zoals dat ook in de sport bekend is (backhand). Soms zijn ze minder complex, bijvoorbeeld het links- en rechtshandig leren werken. Met deze vorm van geschoolde arbeidsmotoriek kan veel fysieke belasting worden weggenomen. Behalve puur de bewegingen is bij het verminderen van fysieke belasting ook de aandacht voor de tactiek, de persoonlijke keuzes in het werk, van belang. Bijvoorbeeld de volgorde van werken, of tijdige ontspanning van spieren of gewrichten. De tactiek vormt ook een onderdeel van de scholing van arbeidsmotoriek.